# Доктурбек Курманалиев (село)
Доктурбек Курманалиев (кирг. Доктурбек Курманалиев, до 2005 года — Социалчи) — село в Ысык-Атинском районе Чуйской области Кыргызстана. Входит в состав Кочкорбаевского айылного аймака.

## География
Село расположено на севере центральной части области, на правом берегу реки Ысык-Ата, на расстоянии приблизительно 2 километров (по прямой) к востоко-юго-востоку от города Кант, административного центра района. Абсолютная высота — 759 метров над уровнем моря.

## Население
Согласно оценочным данным Национального статистического комитета Кыргызской Республики, численность населения села на начало 2023 года составляла 785 человек.
| год     | 2009 | 2014 | 2015 | 2020 | 2021 | 2023 |
| ------- | ---- | ---- | ---- | ---- | ---- | ---- |
| человек | 1141 | 1061 | 1115 | 1148 | 849  | 785  |